# Strobilopsis wrightii
Strobilopsis wrightii är en flenörtsväxtart som beskrevs av O.M. Hilliard och B.L. Burtt. Strobilopsis wrightii ingår i släktet Strobilopsis och familjen flenörtsväxter. Inga underarter finns listade i Catalogue of Life.